# Screwball-komedie

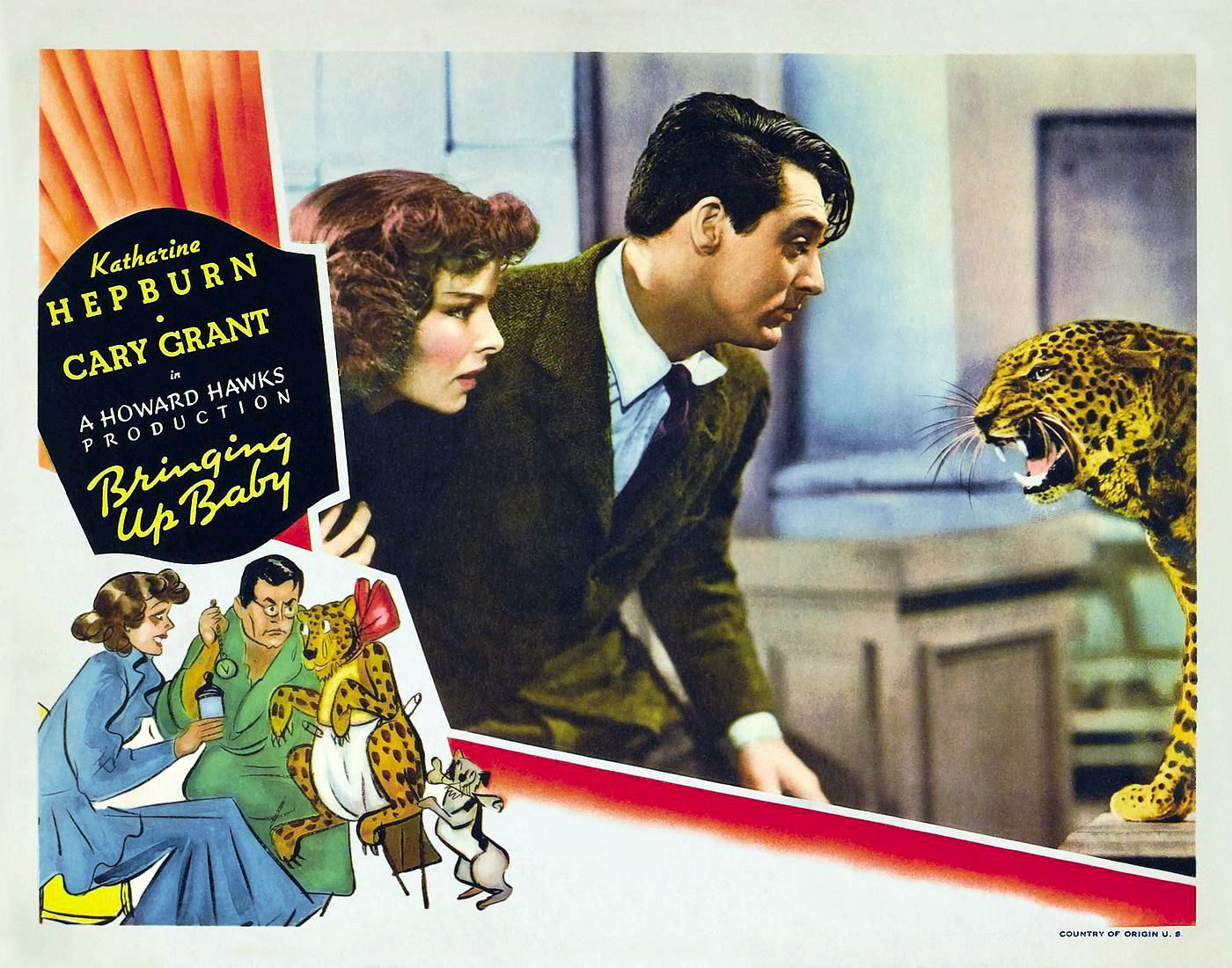
Bringing Up Baby (1938) is een klassieke screwball-komedie.

Screwball-komedie is een genre in de filmkomedie dat in de Verenigde Staten met name populair was in de crisis van de jaren 30 en de vroege jaren 40. Karakteristiek voor het genre is een relatie waarin de vrouwelijke hoofdrolspeler dominant is over de mannelijke hoofdrolspeler, waardoor zijn mannelijkheid in het geding raakt. De wrijvingen tussen de twee personen staan centraal in de film. Andere kenmerken zijn snelle, spitsvondige dialogen, kluchtige situaties, escapistische thema's en een happy end. Veel screwball-komedies vertonen conflicten tussen personen uit verschillende klassen. Een populair thema binnen het genre is een hernieuwd huwelijk tussen gescheiden stellen.

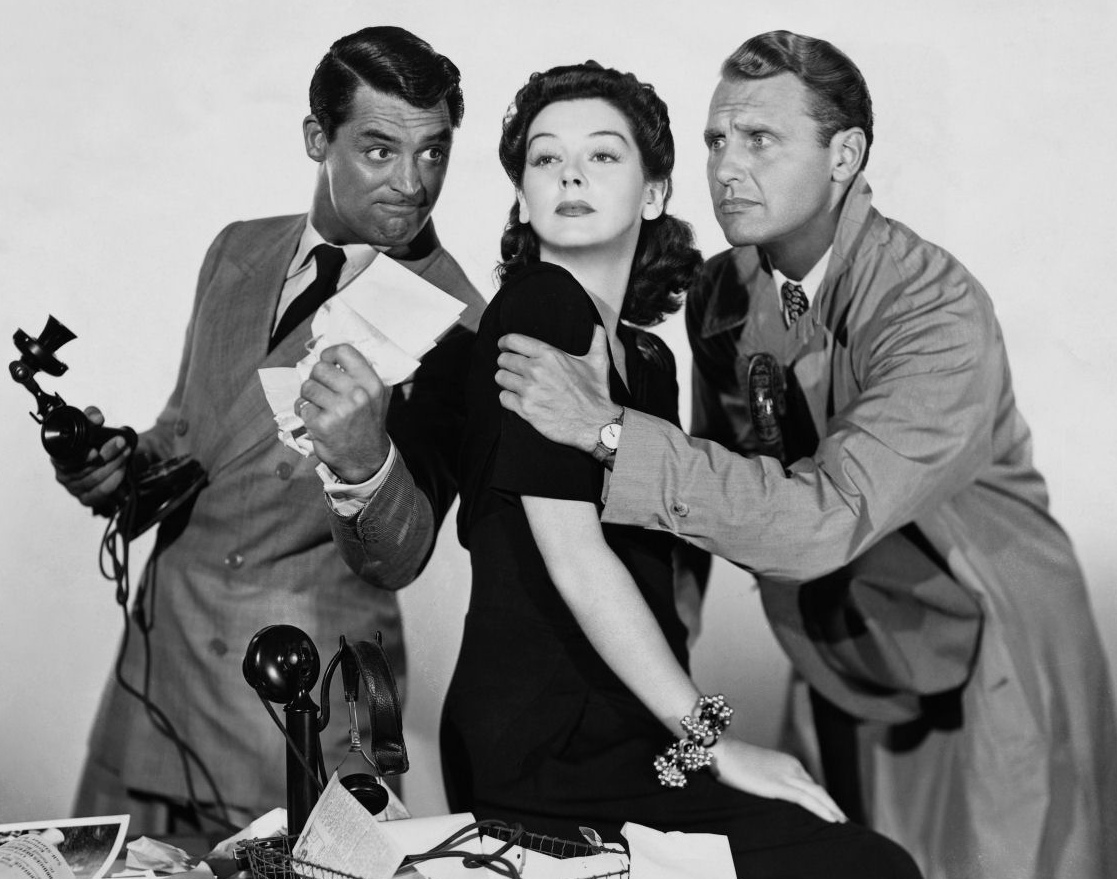
Promotiefoto voor His Girl Friday, waarin de hoofdrolspeler het aanstaande huwelijk van zijn ex probeert te saboteren.

Bekende screwball-komedies zijn The Patsy (1928), The Front Page  (1931), It Happened One Night (1934), Twentieth Century (1934), My Man Godfrey (1936), Cain and Mabel (1936), The Awful Truth (1937), Nothing Sacred (1937), Bringing Up Baby (1938), His Girl Friday (1940), The Lady Eve (1941), The Palm Beach Story (1942) en The More the Merrier (1943).
Enkele films uit dezelfde periode vertonen elementen van de screwball-komedie. Zo werden de twee ruziënde hoofdrolspelers in Alfred Hitchcocks thriller The 39 Steps (1935) aan elkaar geketend met handboeien en raakten in de loop van de film verliefd op elkaar. Andere voorbeelden zijn The Thin Man (1934), Top Hat (1935) en The Philadelphia Story (1940). 